# Диляна Георгиева
Диляна Георгиева е известна българска състезателка по художествена гимнастика, европейска и световна шампионка. 7 години е треньорка по художествена гимнастика в Нова Зеландия. Избрана е за „Спортист на Балканите“ през 1983 година.

## Биография
Диляна Георгиева е родена в Пазарджик, България на 18 февруари 1965 г.
Започва кариерата си в спортен клуб „Хебър“ Пазарджик, след което постъпва в „Левски“, откъдето е поканена за участие в националния отбор. Европейска и световна шампионка по художествена гимнастика, спечелила е 9 златни и 3 бронзови медала от първенствата през 1983, 1984 и 1985 г. През декември 1985 г. слага край на състезателната си кариера. 7 години е главен треньор е по художествена гимнастика в Нова Зеландия. Създава танцова трупа от бивши гимнастички и се посвещава на ресторантьорството.
През 1985 година встъпва в брак с Владимир Клинчаров – български шампион по модерен петобой. Кума на сватбата е съотборничката на Диляна, Илиана Раева. Семейството има двама сина – Виктор и Алекс, и дъщеря Бояна. През 2009 г. синът ѝ Алекс Клинчаров, на 12-годишна възраст, печели шампионска титла по тенис.

## Отличия
| Първенство | Дисциплина | Вид шампион | Награда          |
| ---------- | ---------- | ----------- | ---------------- |
| СП 1983    | многобой   | Световен    | Златен медал 🥇  |
| СП 1983    | лента      | Световен    | Златен медал 🥇  |
| СП 1983    | бухалки    | Световен    | Златен медал 🥇  |
| СП 1983    | топка      | Световен    | Бронзов медал 🥉 |
| ЕП 1984    | бухалки    | Европейски  | Златен медал 🥇  |
| ЕП 1984    | лента      | Европейски  | Златен медал🥇   |
| ЕП 1984    | многобой   | Европейски  | Бронзов медал🥉  |
| СП 1985    | бухалки    | Световен    | Златен медал🥇   |
| СП 1985    | топка      | Световен    | Златен медал🥇   |
| СП 1985    | въже       | Световен    | Златен медал🥇   |
| СП 1985    | многобой   | Световен    | Златен медал🥇   |
| СП 1985    | лента      | Световен    | Бронзов медал🥉  |